# Джаханґір
Джаханґір (повелитель світу) (30 серпня 1569—28 жовтня 1627) — 4-й імператор Держави Великих Моголів.

## Життєпис

### Молоді роки
Був сином падишаха Акбара та раджпутської князівни Хір Кунварі з клану Качваха (отримала після шлюбу ім'я Мар'ям-уз-замані). При народженні отримав ім'я Салім на честь глави (шейха) суфіїв Саліма Чішти. Не виявляв схильності до державних справ. У 1601 році був призначений субадаром (намісником) Гуджарату. Поки батько воював в інших частинах Індостану, Салім фактично став незалежним володарем, видаючи фірмани (укази) за особистим підписом.
У 1602 році спонукав Бір Сінґха Бунделу до нападу на батькового міністра Абу-л-Фазла, що повертався з Декана до Аґри. Салім підозрював останнього у намаганні схилити Акбара до передачі трону онукові Хусроу. Втім у 1603 році Салім був визнаний спадкоємцем трону з огляду на смерть своїх братів Мурада та Даніяла.

### Володарювання
Вступив на престол у 1605 році після смерті батька Акбара. Прийняв ім'я Нур-уд-діна Мухаммада Джаханґір-падишаха Газі. Жив в Агрі. Його правління позначене віротерпимістю і сприянню торгівлі з європейцями. При ньому англійці отримали в 1611 році дозвіл заснувати торгові поселення в Індії. Війни його були невдалі. Так 1621 року була віднята персами провінція Кандагар. Значну роль відігравала його дружина Нур Джахан (світло світу), відома своєю красою, віднята Джаханґіром від її попереднього чоловіка, якого Джаханґір повелів убити. Останні роки правління відомі частими повстаннями його синів і військових. Особливо значущим був заколот Махабат-хана. Помер під час повстання сина Шах Джахана.
Відомий зокрема тим, що в 1606 за відмову внести зміни в Адіґрантх та за підтримку неуспішного претендента на трон закатував і вбив одного з вчителів-гуру сикхізму Арджана Дева.

## Творчість
Джаханґір був великим шанувальником мистецтва, літератури та архітектури. Він сам був талановитим художником. Саме завдяки йому індійське мистецтво збагатилося новим стилем — Джаханґір у своїх картинах вправно адаптував досягнення європейських майстрів часів Відродження. Також він сприяв формуванню школи мініатюри (так звана могольська мініатюра), яку особливо полюбляв. На жаль не збереглася жодна з картин цього падишаха.
Є автором відомої автобіографії «Тузук-і-Джаханґірі», де розкриваються його політичні дії, стосунки з батьком та впливовими сановниками й аристократами імперії.